# Vespa binghami
Vespa binghami, im Englischen auch als Bingham's Hornet bekannt, ist eine Hornissenart, die in Nordthailand, Myanmar, Laos, Teilen Indiens, Teilen Chinas, Korea und Teilen Russlands vorkommt.

## Beschreibung
Vespa binghami ist eine mittelgroße bis große Hornissenart. Die Größe der Arbeiterinnen beträgt im Durchschnitt 30 mm. Die Vorderflügelgröße von Vespa binghami variiert zwischen 19,0 mm und 25,6 mm bei Männchen und Weibchen. Die Farbe der Hornissen kann variieren. Diejenigen, die in Südostasien vorkommen, haben einen braunen Körper mit einem gelben Kopf, während diejenigen, die in Russland und Korea gefunden werden, überwiegend braun mit gelben Markierungen am Hinterleib sind. Das wichtigste Unterscheidungsmerkmal von Vespa binghami ist, dass die Ocelli (punkt-ähnliche Augen auf dem Kopf) im Vergleich zu anderen verwandten Arten wesentlich größer sind.

## Verbreitung
Vespa binghami kommt in der Region Chiang Mai in Nordthailand, Myanmar, Laos, Teilen Indiens, Teilen Chinas (Yunnan und Sichuan) und auf der Halbinsel Korea vor (in Korea 1925 entdeckt) und auch in Teilen von Russland (Primor'ye und Sachalin).

## Lebensraum
Über das Verhalten von Vespa binghami ist aufgrund der seltenen Sichtungen trotz ihrer Verbreitung nicht viel bekannt. Im Gegensatz zu anderen Hornissenarten sind Vespa binghami nachtaktive Kreaturen und möglicherweise ist dies der Grund für die vergrößerten Ocelli, die sie besitzen.